# Rothschildia sandimasiana
Rothschildia sandimasiana is een vlinder uit de onderfamilie Saturniinae van de familie nachtpauwogen (Saturniidae).
De wetenschappelijke naam van de soort is voor het eerst geldig gepubliceerd door Ronald Brechlin & Frank Meister in 2013.

## Type
- holotype: "male. VII-VIII.2011. Barcode: BC-RBP 6945"
- instituut: MWM, München, Duitsland
- typelocatie: "Mexico, Durango, Municipio de San Dimas, La Messa de los Negros, ca. 23.66°N, 105.79°W, 1920 m"